# Ліберланд
Ліберландія, або Вільна республіка Ліберленд (чеськ. Svobodná republika Liberland) — самопроголошена мікрокраїна, яку 13 квітня 2015 проголосив Віт Єдлічка (чеськ. Vít Jedlička) на вільній нейтральній території на західному березі Дунаю між Хорватією і Сербією, на короткому відрізку спільного кордону.
На офіційному сайті вказано, що країну було створено завдяки територіальній суперечці між Сербією і Хорватією. Після військових конфліктів на території колишньої Югославії, ряд прикордонних територій, такі, як острів Вуковар і острів Шаренград, залишаються спірними, але їх територія, також відома, як Ґорня Сіґа (серб. Gornja Siga) донині залишилися не розмежованими.
Ріка Дунай, єдиний водний шлях Ліберланда, є міжнародним водним шляхом.

## Структура

### Адміністрація
Запропоновано створити керівництво в складі «від десяти до двадцяти членів». Для вибору буде використовуватися електронна система голосування.

### Територія
Країна буде працювати на основі політики відкритих кордонів.

### Громадянство
Офіційний девіз країни — «Живи сам, та дай жити іншим». Завданням країни є створення суспільства, яке буде процвітати без неефективних державних норм та податків. Засновники натхненні такими країнами, як Монако та Ліхтенштейн. Отримання громадянства можливе на офіційному сайті країни. Тільки комуністи, неонацисти, і екстремісти не мають права на отримання громадянства.
На практиці — після реєстрації учасником процесу отримання громадянства, сайт Республіки Ліберленд накопичує внески громадянина до належного капіталу для отримання громадянства.
В Україні з 2018 року працює представництво, Торговельно-промислова Палата Ліберленд-Україна [Архівовано 30 жовтня 2020 у Wayback Machine.]
В Ліберланді є музична радіостанція Liberland FM [Архівовано 15 грудня 2021 у Wayback Machine.], яка створена саме в Україні. Також в Україні працює Ютуб-канал Red-Line TV [Архівовано 2 жовтня 2020 у Wayback Machine.], який виробляє і перекладає контент про Ліберленд на 15 країн СНД.

### Конституція
Зараз конституція перебуває у стадії планування. Засновники беруть приклад з конституції Швейцарії.

## Історія
За словами Єдлічки, ні Сербія, ні Хорватія, і ніяка інша нація не заявила прав на цю територію (7 кв.км) (terra nullius). Кордон був проведений в точності між територіальними заявками Сербії та Хорватії, і не перекриває нічиєї суверенної території.
Čeh proglasio nezavisnu državu Liberland između Srbije i Hrvatske [Архівовано 17 квітня 2015 у Wayback Machine.]
- Єдлічка заявив, що відправив офіційні дипломатичні ноти Хорватії і Сербії, а надалі й іншим державам, з запитом формального міжнародно-правового признання.[5]

Віт Єдлічка — член чеської Партії Вільних громадян, ідеологія якої побудована на принципах класичного лібералізму.